# Graafschap Oettingen

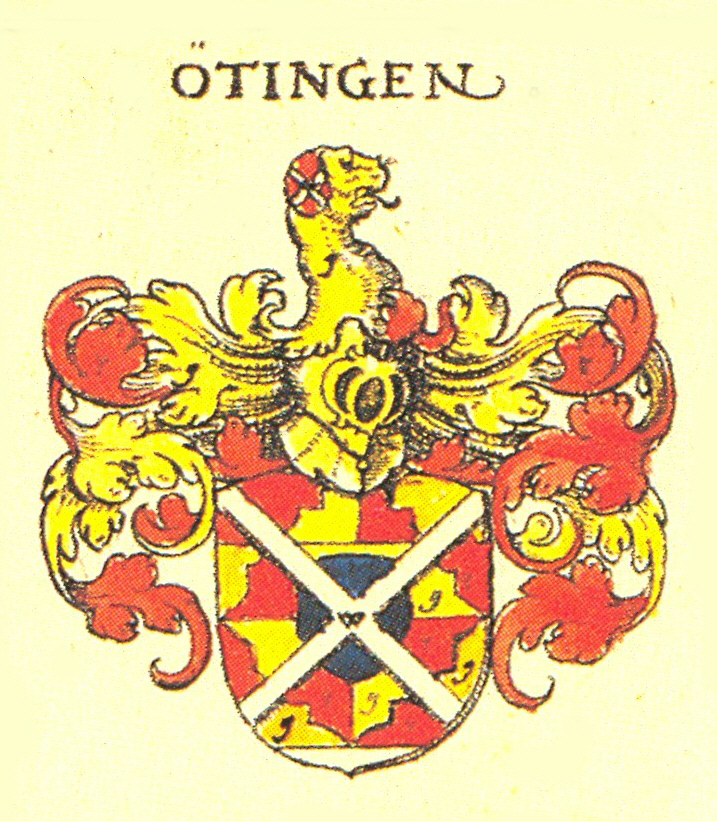
Wapen van de graven van Oettingen, Siebmachers Wappenbuch, 1605

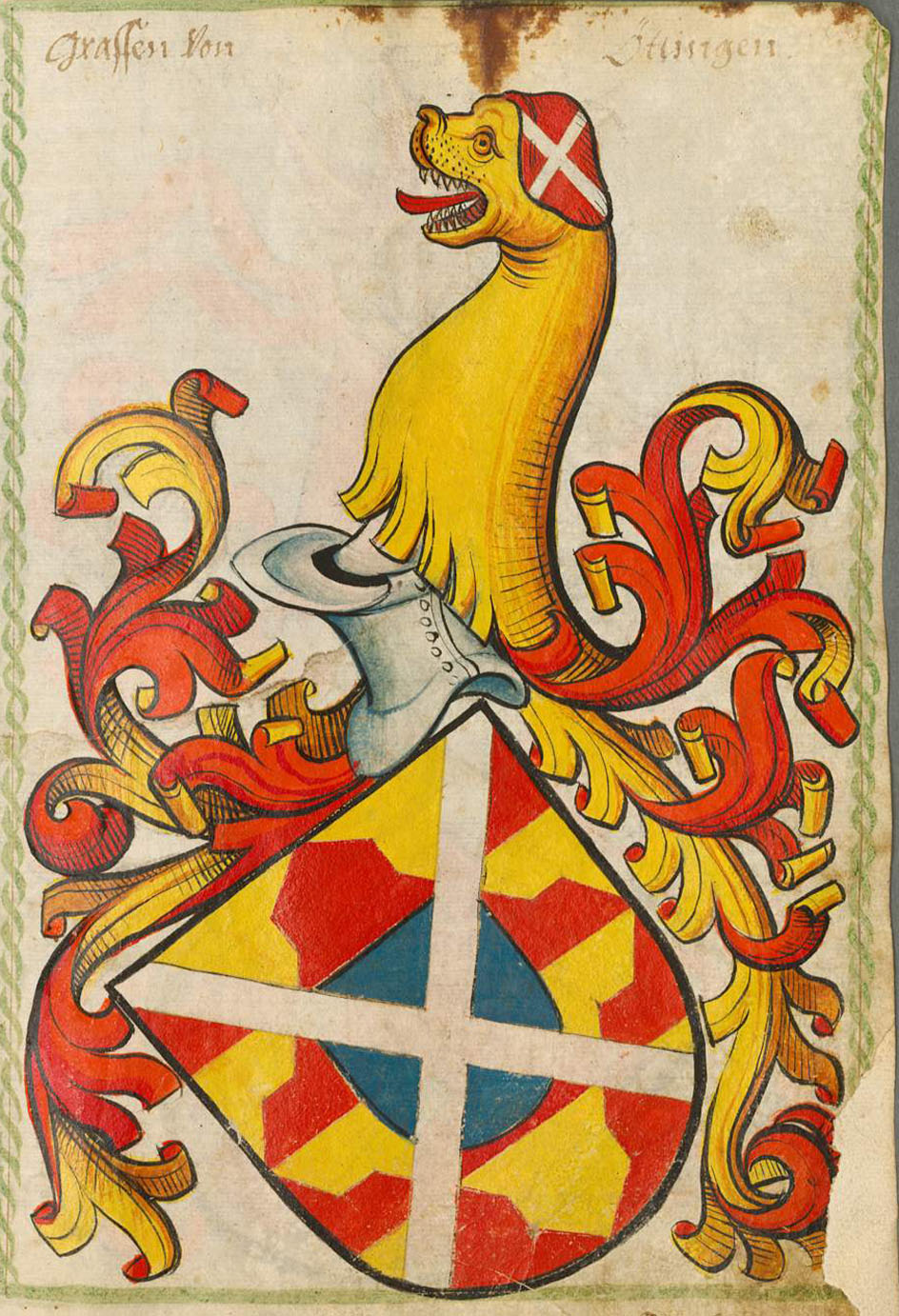
Wapen van de graven van Oettingen, Scheibelers Wappenbuch, 1450-1480

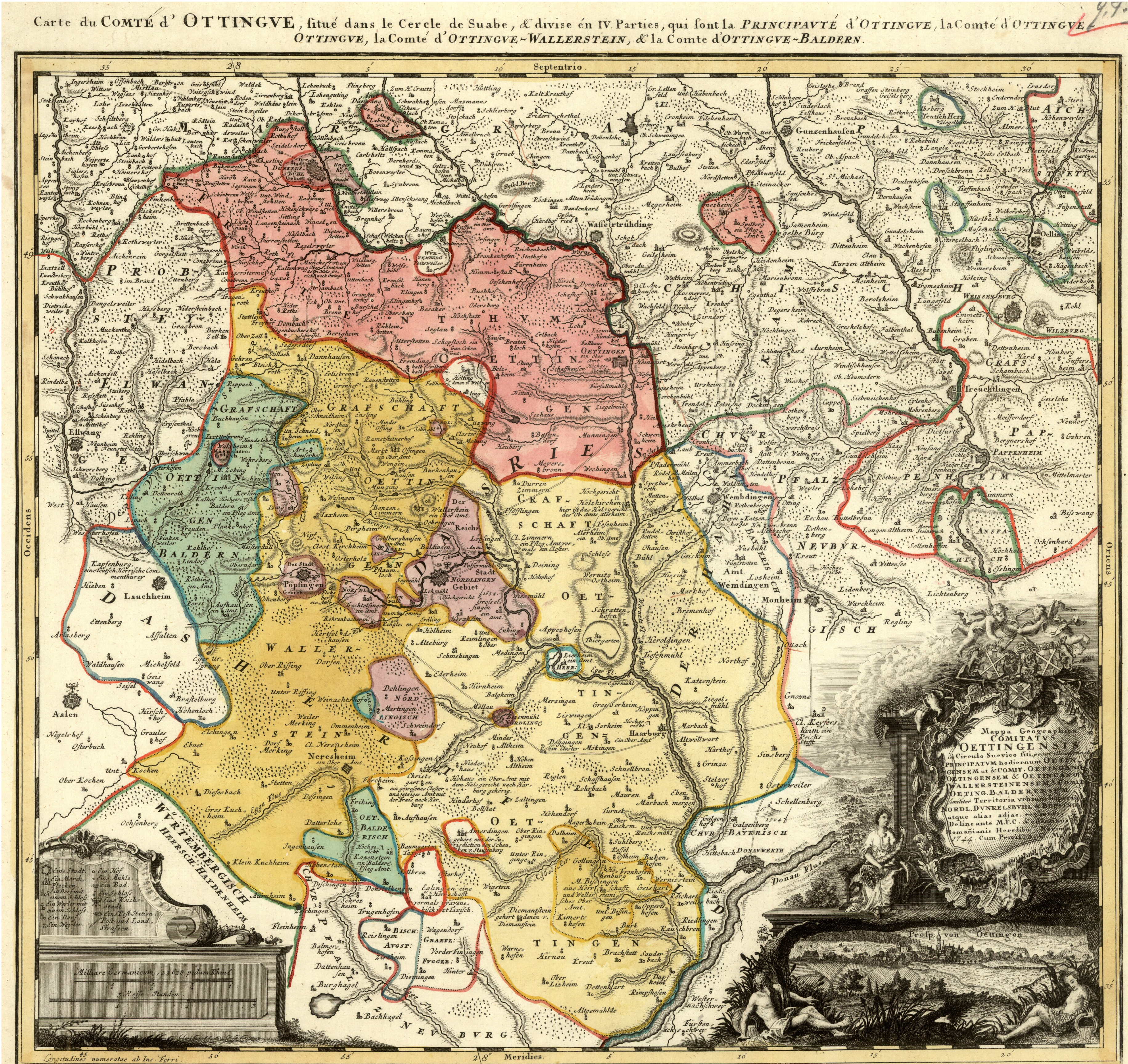
Kaart van Oettingen-Oettingen, Oettingen-Baldern, Oettimgen-Spielberg en Oettingen-Wallerstein

Het graafschap Oettingen was een tot de Zwabische Kreits behorend graafschap binnen het Heilige Roomse Rijk, met als centrum Oettingen in Bayern.

## Oettingen tot 1557
De graven in de Riesgau noemden zich sinds 1141/3 graaf van Oettingen. Zij verwerven in 1250 Baldern (nu in de gemeente Bopfingen) als leen van het klooster Ellwangen. In 1261 verwerven zij ook Wallerstein en in 1340 het landgraafschap Neder-Elzas ten gevolge van het huwelijk van Frederik III met Adelheid van Werd. In 1354 werd Katzenstein gekocht.
Het landgraafschap in de Neder-Elzas werd in 1358 verkocht aan het bisdom Straatsburg.
In 1410 deelden de zoons van de in 1370 overleden graaf Lodewijk X het bezit.
- Lodewijk XI kreeg de ambten Alerheim, de helft van Aufkirchen, Flochberg, Hohgenburg-Bissingen, de helft van Oettingen, Spielberg en de helft van Wemding. (uitgestorven in 1440)
- Frederik III kreeg de ambten: de helft van Aufkirchen, Baldern, Harburg, Hochhaus, de helft van Oettingen, Sammenheim, Wallerstein en de helft van Wemding.
- In de drie halve ambten lagen de steden van het graafschap.

In 1435 deelden de zoons van de in 1435 overleden graaf Frederik III de inkomsten van de verschillende bezittingen:
- Johan I kreeg het halve ambt Oettingen, Wallerstein, de stad Monheim, de voogdijrechten over het klooster Kirchheim, de commanderij Kleinerdlingen van de Johannieter Orde, en het huis Oettingen van de Duitse orde.
- Ulrich kreeg het ambt Baldern en de voogdijen Nerseheim, Mönchsroth en Deggingen
- Willem I kreeg het ambt Harburg
- de aandelen in de ambten Wemding en Hochhaus kwamen aan de drie broers

Nadat in 1440 hun oom Lodewijk XI is overleden verdelen de drie broers de erfenis en ontstaan er drie deelgraafschappen:
- Johan I te Altwallerstein (uitgestorven in 1486)
- Ulrich te Flochberg (uitgestorven in 1549)
- Willem I te Oettingen

In 1473 werd Baldern aan het Hertogdom Beieren  verkocht, maar in 1506 kon het worden teruggekocht. Toen in 1486 de tak Oettingen-Wallerstein uitstierf, verkocht de dochter van de laatste graaf het bezit aan het hertogdom Beieren, maar deze verkoop kon in 1492 worden geannuleerd. Vervolgens werd het derde deel van de Wallensteiner tak in 1493 en 1500 verdeeld.
- Oettingen-Oettingen kreeg de ambten Alerheim, Harburg, Hochhaus, Marktoffingen, de helft van Oettingen, Christgarten, Kirchheim, Klosterzimmern, de aflosrechten op Aufkirchen, Flochberg en het klooster Mönchsroth
- Oettingen-Wallerstein kreeg de ambten Baldern, Neresheim, de helft van Oettingen, Spielberg, Wallerstein en de voogdijrechten over Kleinerdlingen, Maihingen, Mönchsdeggingen en Neresheim.

Van 1522 tot 1549 was de tak Oettingen verdeeld in een oudere tak met de ambten Harburg en Hochhaus en een jongere tak te Oettingen. Na het uitsterven van de oudere tak werd het gebied herenigd.
In 1555/1557 vond deelden de zoons van Lodewijk XV het bezit:
- Lodewijk XVI kreeg Oettingen met 7/12 van de bezittingen. Dit was de protestantse tak (uitgestorven in 1731)
- Frederik V kreeg Wallerstein met 5/12 van de bezittingen en de erfenis van de in 1549 uitgestorven tak Oettingen-Flochberg. Dit was de katholieke tak.

## Oettingen-Oettingen (1557-1731)
Op 10 oktober 1674 werd de graaf van Oettingen-Oettingen tot rijksvorst verheven. De tak stierf in 1731 uit met Albrecht Ernst II. Oettingen-Wallerstein werd tot erfgenaam benoemd.
Regenten
| regering  | naam              | geboren   | overleden | familie              |
| --------- | ----------------- | --------- | --------- | -------------------- |
| 1557-1569 | Lodewijk XVI      | 2-7-1508  | 1-10-1569 | zoon van Lodewijk XV |
| 1569-1622 | Gotfried          | 19-6-1554 | 7-9-1622  | zoon                 |
| 1622-1659 | Joachim Ernst     | 31-3-1612 | 8-8-1659  | kleinzoon            |
| 1659-1660 | Kraft Lodewijk    | 28-3-1641 | 14-5-1660 | zoon                 |
| 1660-1683 | Albrecht Ernst I  | 4-5-1642  | 29-1-1683 | broer                |
| 1683-1731 | Albrecht Ernst II | 2-8-1669  | 30-3-1731 | zoon                 |

## Oettingen-Wallerstein (1557-1602/94)
Reeds na twee generaties werd het graafschap in 1623 verder verdeeld onder de kleinzonen van de in 1602 overleden graaf Willem II. Dit was nog geen echte deling, want er werd een alternerend bestuur gevormd. Later worden de landen echt verdeeld.
- Johan Albrecht van Oettingen-Spielberg kreeg Spielberg en Dürrwangen
- Ernst II van Oettingen-Wallerstein kreeg het boven-slot in Oettingen en het ambt Bissingen
- Ernst I van Oettingen-Baldern (uitgestorven in 1778) kreeg Baldern en Katzenstein

In 1657 kwamen de graven van Oettingen-Spielberg en Oettingen-Baldern een deling overeen onder uitsluiting van Oettingen-Wallerstein.
- Oettingen-Spielberg kreeg de residentie Wallerstein, het aandeel in de regaliën, het beschermschap over het klooster Maihingen en commanderij Kleinerdlingen. Verder de ambten Wallerstein (zonder enige afsplitsingen aan Baldern), de helft van Oettingen, Spielberg, Dürrwangen en de kloostervoogdij over Mönchsdeggingen.
- Oettingen-Baldern kreeg de ambten Baldern, Katzenstein, Flochberg, Marktoffingen, Neresheim (met de kloostervoogdij).

Ernst II van Oettingen-Wallerstein diende een protest in bij de keizer.
In 1674 kwam er een vergelijk tot stand: de Brüderverein. Hierbij kreeg ook de linie Wallerstein gebied toegewezen. In 1698 werd de heerlijkheid Schwendi-Großschafhausen verworven na dood van de vrijheer. Dit was een gevolg van het huwelijk van de dochter van de vrijheer Frans Albrecht van Oettingen-Spielberg. In 1694 deed Oettingen-Oettingen afstand van de ambten Flochberg en Marktoffingen, waarna de situatie de volgende werd:
- Oettingen-Spielberg: de helft van het ambt Oettingen en de ambten Spielberg, Dürrwangen en Schneidheim
- Oettingen-Wallerstein: de ambten Amten Wallerstein, Marktoffingen, Bissingen en Neresheim
- Oettingen-Baldern: de ambten Baldern, Katzenstein, Flochberg en Mönchsdeggingen

Regenten
| regering  | naam          | geboren   | overleden  | familie              |
| --------- | ------------- | --------- | ---------- | -------------------- |
| 1557-1579 | Frederik VIII | 6-11-1516 | 2-2-1579   | zoon van Lodewijk XV |
| 1579-1602 | Willem II     | 1544      | 14-10-1602 | zoon                 |

### Oettingen-Spielberg (1602/94-1806)
Op 18 juli 1734 werd de graaf tot rijksvorst verheven. In 1740 werden het halve ambt Oettingen en de ambten Aufkirchen en Mönchsroth afgestaan door Oettingen-Wallerstein. In 1781 kwam er een vergelijk tot stand met Oettingen-Wallerstein, waarbij het dorp Hoppingen en het aandeel in de heerlijkheid Diemantstein werden afgestaan aan Oettingen-Wallerstein in ruil voor de voormalige goederen van het domkapittel te Augsburg. Verder deed de vorst afstand van zijn recht op opvolging in Oettingen-Baldern. Ten slotte zou voortaan de volgende titel gevoerd gaan worden: vorst te Oettingen-Oettingen en Oettingen-Spielberg.
Op 17 juli 1796 werden er een vergelijk tussen de koning van Pruisen als vorst van Ansbach en Oettingen-Spielberg gesloten. Hierbij stond Pruisen het ambt Nörtlingen aan Oettingen-Spielberg af. Daarvoor moest Oettingen de hoofdambten Spielberg en Dürwang en het ambt Sonnenheim afstaan. In artikel 3 van het vergelijk werd de grens beschreven. Het doel van deze ruilingen was het verkrijgen van rationele grenzen.
Artikel 24 van de Rijnbondakte van 12 juli 1806 stelde de vorstendommen Oettingen onder de soevereiniteit van het koninkrijk Beieren: de mediatisering.
Regenten
| regering  | naam             | geboren    | overleden  | familie                 |
| --------- | ---------------- | ---------- | ---------- | ----------------------- |
| 1602-1632 | Johan Albrecht   | 1591       | 18-6-1632  | kleinzoon van Willem II |
| 1632-1665 | Johan Frans      | 13-6-1630  | 25-11-1665 | zoon                    |
| 1665-1675 | Johan Sebastiaan | 20-1-1655  | 13-9-1675  | zoon                    |
| 1675-1685 | Johan Willem     | 23-12-1655 | 16-8-1685  | broer                   |
| 1685-1737 | Frans Albrecht   | 10-11-1663 | 3-2-1737   | broer                   |
| 1737-1780 | Johan Aloys I    | 18-1-1707  | 16-2-1780  | zoon                    |
| 1737-1768 | Anton Ernst      | 12-2-1712  | 23-5-1768  | broer                   |
| 1780-1797 | Johan Aloys II   | 16-4-1758  | 27-6-1797  | zoon                    |
| 1797-1806 | Johan Aloys III  | 9-5-1788   | 7-5-1855   | zoon                    |

### Oettingen-Wallerstein (1602/94-1806)
Na het uitsterven van Oettingen-Oettingen kwam dit gebied aan Oettingen-Wallerstein. Na het uitsterven van Oettingen-Baldern in 1798 werd de heerlijkheid Dagstuhl verworven. In 1740 werden het halve ambt Oettingen en de ambten Aufkirchen en Mönchsroth afgestaan aan Oettingen-Spielberg. In 1764 werd enig bezit overgedragen aan Oettingen-Baldern. In 1765 werd de primogenituur ingevoerd. Op 25 maart 1774 werd de graaf tot rijksvorst verheven. In 1781 kwam er een vergelijk tot stand met Oettingen-Spielberg, waarbij het dorp Hoppingen en het aandeel in de heerlijkheid Diemantstein werden afgestaan door Oettingen-Spielberg in ruil voor de voormalige goederen van het domkapittel te Augsburg. Verder zou voortan de volgende titel gevoerd gaan worden: vorst te Oettingen-Oettingen en Oettingen-Wallerstein. Na het uitsterven van Oettingen-Baldern in 1798 werd dat graafschap verworven. De bij deze erfenis behorende heerlijkheid Dagstuhl was inmiddels door Frankrijk ingelijfd.
In paragraaf 15 van de Reichsdeputationshauptschluss van 25 februari 1803 wordt de vorst van Oettingen-Wallerstein voor het verlies van de heerlijkheid Dagstuhl schadeloos gesteld door de abdij Heiligenkreuz te Donauwörth, het kapittel Sint Magnus te Füssen en de kloosters Kirchheim, Deggingen en Maihingen.
Artikel 24 van de Rijnbondakte van 12 juli 1806 stelde de vorstendommen Oettingen onder de soevereiniteit van het koninkrijk Beieren: de mediatisering.
Bij het grensverdrag van 18 mei 1810 tussen de koninkrijken Beieren en Württemberg stond Beieren een deel van de voormalige vorstendommen Oettingen (met Baldern en Katzenstein) af aan Württemberg.
Regenten
| regering  | naam                         | geboren    | overleden  | familie                  |
| --------- | ---------------------------- | ---------- | ---------- | ------------------------ |
| 1602-1670 | Ernst II                     | 15-8-1594  | 2-3-1670   | kleinzoon van Willem II  |
| 1670-1692 | Willem IV                    | 1-8-1627   | 13-12-1692 | zoon                     |
| 1692-1708 | Wolfgang III                 | 1-2-1629   | 6-10-1708  | broer                    |
| 1708-1728 | Frans Ignatius Jozef         | 27-11-1672 | 3-10-1728  | zoon                     |
| 1728-1738 | Anton Karel                  | 28-6-1679  | 23-1-1738  | volle neef               |
| 1738-1744 | Johan Frederik               | 10-6-1715  | 16-7-1744  | zoon                     |
| 1744-1745 | Maximiliaan Ignatius Philips | 28-11-1743 | 17-10-1745 | zoon                     |
| 1744-1766 | Philips Karel Dominicus      | 17-3-1722  | 14-4-1766  | broer van Johan Frederik |
| 1766-1802 | Kraft Ernst                  | 3-8-1746   | 6-10-1802  | zoon                     |
| 1802-1806 | Lodewijk                     | 31-1-1791  | 22-6-1870  | zoon                     |

### Oettingen-Baldern (1602/94-1798)
In 1697 werd de heerlijkheid Dagstuhl verworven door het huwelijk van Marie Sidonie van Sötern met Notger Willem van Oettingen-Baldern in 1682. In 1764 werd enig bezit overgedragen door Oettingen-Wallerstein. Na het uitsterven van deze tak in 1798 kwam het graafschap met de aanspraken op de heerlijkheid Dagstuhl aan Oettingen-Wallerstein.
Regenten
| regering  | naam                  | geboren    | overleden | familie            |
| --------- | --------------------- | ---------- | --------- | ------------------ |
| 1602-1626 | Ernst I               | 24-10-1584 | 18-5-1626 | zoon van Willem II |
| 1626-1653 | Martin Frans          | 28-8-1611  | 11-9-1653 | zoon               |
| 1653-1687 | Ferdinand Maximiliaan | 25-12-1640 | 9-5-1687  | zoon               |
| 1687-1693 | Notger Willem         | 24-12-1650 | 7-11-1693 | volle neef         |
| 1693-1751 | Kraft Anton Willem    | 8-10-1684  | 25-4-1751 | zoon               |
| 1751-1778 | Jozef Anton           | 4-3-1720   | 20-4-1778 | zoon               |
| 1778-1798 | Frans Willem          | 8-9-1725   | 14-1-1798 | broer              |

## Overzicht bezittingen in 1790
vorstendom Oettingen-Wallerstein
- hoofdambten Alerheim, Bissingen, Harburg, Hochhaus, Marktoffingen, Neresheim, Wallerstein en Ziemetshausen-Seifriedsberg
- bestuursambten Diemantstein en Burgberg
- klooster en pleegambt Kirchheim
- klooster Mönchsdeggingen
- heerlijkheid Grosselfingen

vorstendom Oettingen-Spielberg
- hoofdambten Aufkirchen, Dürrwangen, Mönchsroth, Oettingen en Spielberg
- pleegambt Hochaltingen
- voogdijambt Sammenheim
- commanderij der Johannieters Kleinerdlingen
- heerlijkheid Schwendi-Großschafhausen

graafschap Oettingen-Baldern
- hoofdambt Baldern
- pleegambt Katzenstein
- heerlijkheid Dagstuhl